# Bazaar van Kashan

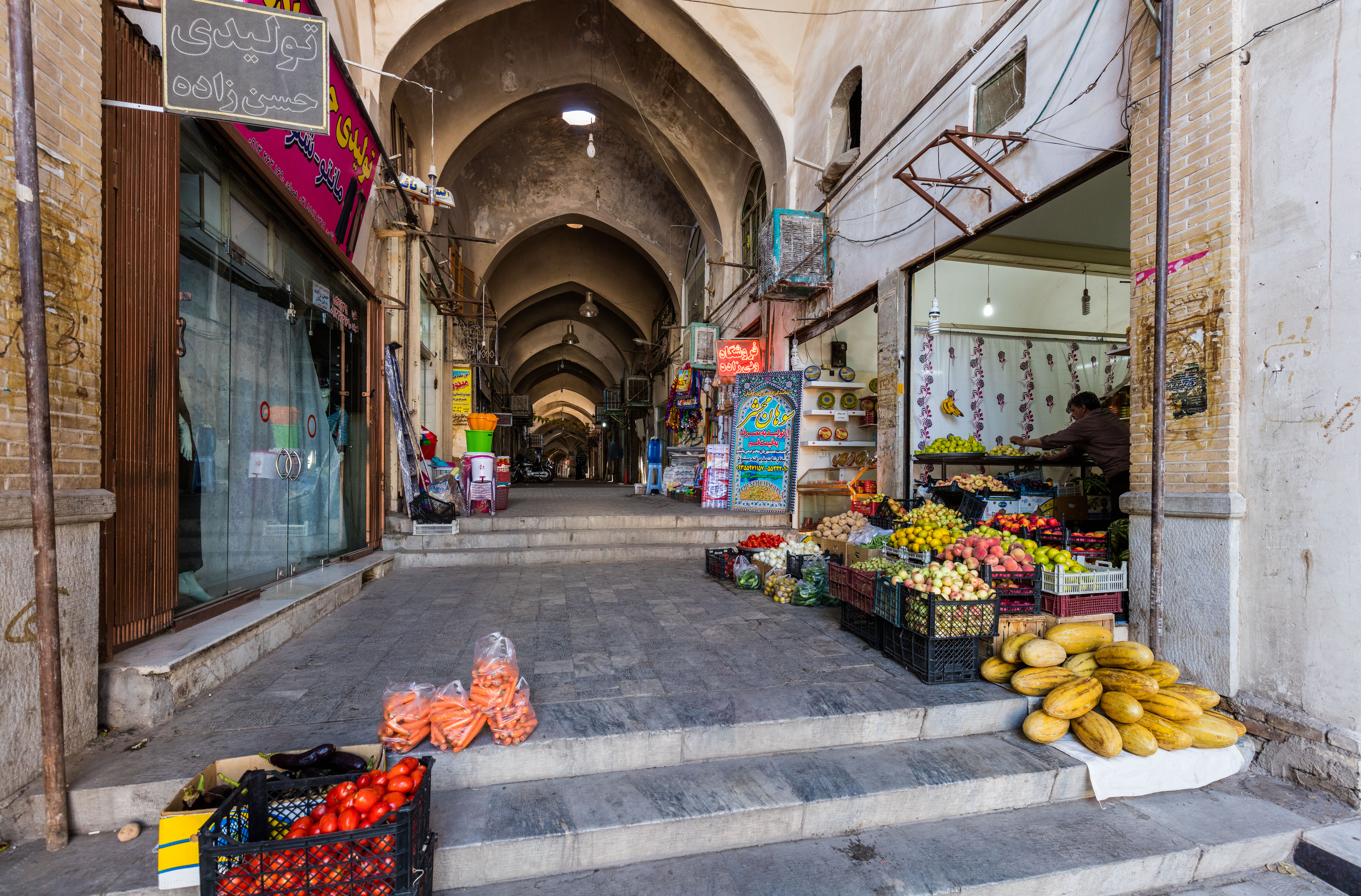
Bazaar van Kashan

De Bazaar van Kashan (Perzisch: بازار کاشان - Bāzār-e Kashan) is een oude bazaar in het centrum van de stad Kashan, (Iran). Men vermoedt dat het in het Seltsjoekentijdperk is gebouwd, met renovaties tijdens het Safavidentijdperk. 
De bazaar heeft een beroemde architectuur, vooral in het zogenaamde Timche-ye Amin od-Dowleh gedeelte, waar in de 19e eeuw grote lichtgaten in het koepelvormige plafond zijn gebouwd. De bazaar is nog steeds in gebruik en is een paar kilometer in totale lengte. In het complex zijn naast de belangrijkste bazaars, ook verschillende moskeeën, graven, karavanserais, arcades, hamams en waterreservoirs die elk in verschillende periodes zijn gebouwd.